# Cadman-Gletscher
Der Cadman-Gletscher ist ein 11 km langer und bis zu 2,5 km breiter Gletscher an der Graham-Küste des Grahamlands auf der Antarktischen Halbinsel. Er fließt in nordwestlicher Richtung in das Kopfende der Beascochea-Bucht.
Teilnehmer der Fünften Französischen Antarktisexpedition (1908–1910) unter der Leitung des Polarforschers Jean-Baptiste Charcot entdeckten und kartierten ihn grob im Jahr 1909. Im Jahr 1935 erfolgte die Vermessung durch Teilnehmer der British Graham Land Expedition (1934–1937) unter der Leitung des australischen Polarforschers John Rymill. Rymill benannte ihn später nach dem Industriemanager John Cadman, 1. Baron Cadman (1877–1941), einem Sponsor der British Graham Land Expedition.